# مايك ريان (لاعب كرة قاعدة)
مايك ريان (بالإنجليزية: Mike Ryan)‏ هو لاعب كرة قاعدة أمريكي، ولد في 7 يونيو 1868 في سانت لويس في الولايات المتحدة، وتوفي في 13 سبتمبر 1935 في ناتشيز في الولايات المتحدة.

## وصلات خارجية
- مايك ريان على موقعبيزبول رفرنس.كوم (الدوري الرئيسي) (الإنجليزية)